# Championnat des Bahamas de football 2020
Navigation
Édition précédente Édition suivante
La saison 2020 du Championnat des Bahamas de football est la douzième édition de la BFA Senior League, le championnat de première division des Bahamas. Les onze formations engagées sont réunies au sein d'une poule unique où elles s'affrontent à deux reprises.
À la suite de la pandémie de Covid-19, la compétition est définitivement arrêtée durant le mois de mars, après 6 journées disputées. Aucun titre de champion n'est décerné et aucun club n'est relégué.

## Les clubs participants
- Bears Football Club
- Westside SC-Renegades FC
- United FC Orange
- Cavalier FC
- Bahamas First Stars FC
- Baha Juniors FC
- Dynamos FC
- University of the Bahamas Mingoes
- Western Warriors SC Titans
- Western Warriors SC Gladiators
- Future Titans FC

## Compétition
Le barème de points servant à établir le classement se décompose ainsi :
- Victoire : 3 points
- Match nul : 1 point
- Défaite : 0 point

### Classement
| Rang | Équipe                            | Pts | J | G | N | P | Bp | Bc | Diff |
| ---- | --------------------------------- | --- | - | - | - | - | -- | -- | ---- |
| 1    | Bears Football Club               | 15  | 5 | 5 | 0 | 0 | 24 | 2  | +22  |
| 2    | Western Warriors SC Titans        | 13  | 6 | 4 | 1 | 1 | 15 | 10 | +5   |
| 3    | Dynamos FCT                       | 11  | 6 | 3 | 2 | 1 | 20 | 5  | +15  |
| 4    | Westside SC-Renegades FC          | 9   | 5 | 3 | 0 | 2 | 11 | 7  | +4   |
| 5    | Cavalier FC                       | 9   | 6 | 3 | 0 | 3 | 14 | 18 | -4   |
| 6    | Western Warriors SC Gladiators    | 8   | 5 | 2 | 2 | 1 | 14 | 9  | +5   |
| 7    | Future Titans SC                  | 5   | 5 | 1 | 2 | 2 | 14 | 18 | -4   |
| 8    | Baha Juniors FC                   | 4   | 6 | 1 | 1 | 4 | 7  | 28 | -21  |
| 9    | United FC                         | 3   | 5 | 1 | 0 | 4 | 2  | 14 | -12  |
| 10   | University of the Bahamas Mingoes | 0   | 5 | 0 | 0 | 5 | 3  | 13 | -10  |
| 11   | Bahams First Stars forfait        |     |   |   |   |   |    |    |      |

|  | Retrait du championnat |
|  | T : Tenant du titre    |

## Bilan de la saison
| Championnat des Bahamas de football 2020 |       |
| Champion                                 | Aucun |
| Qualifications continentales             |       |
| Caribbean Club Shield 2021               | Aucun |
| Promotions et relégations                |       |
| Promus en BFA Senior League              | Aucun |
| Relégués                                 | Aucun |